# Амиртеј
Амиртеј (умро 399. п. н. е.) је био египатски фараон, оснивач и једини владар Двадесетосме египатске династије.

## Владавина
Године 525. п. н. е. ахеменидски цар Камбиз осваја Египат збацивши Псамтика III, последњег владара Двадесетшесте династије (Саиске династије). Верује се да је Амиртеј био у далеком сродству са фараонима Двадесетшесте египатске династије. Он је 404. године п. н. е. подигао успешан устанак против персијске власти. Персијанци су протерани из Египта. Манетон је Амиртеја због тога сврстао у посебну династију. Владао је до 399. године када га је у бици поразио Неферит I. Амиртеј је погубљен, а победник оснива нову, Двадесетдевету династију. 